# Hulk Hogan’s Celebrity Championship Wrestling
Hulk Hogan’s Celebrity Championship Wrestling war eine US-amerikanische Reality-TV-Serie, die im Jahre 2008 für den Fernsehsender CMT produziert wurde. Die Serie wurde in einer Staffel à la acht Episoden gedreht und weist unter anderem mit Hulk Hogan, Eric Bischoff oder Jimmy Hart einige Persönlichkeiten aus dem Wrestlingbereich auf. Daneben finden sich in der nur kurzlebigen Serie weitere Persönlichkeiten aus dem Film-, Fernseh- und Musikbusiness. Entstanden ist die Serie, die in gewisser Weise als Wegbereiter im Celebrity-Wrestling gilt, in einer Koproduktion zwischen Hulk Hogan und Bischoff-Hervey-Entertainment.

## Besetzung

### Judges / Kampfrichter
- Hulk Hogan: Seit den 1970er Jahren aktiver Wrestler, Schauspieler, Musiker und TV-Persönlichkeit, der im Laufe seiner Karriere fast alle großen Titel gewann und dadurch einen gewissen Kultstatus erreichte. Zudem wurde er für seine Verdienste im Wrestlingbereich im Jahre 2005 in die WWE Hall of Fame aufgenommen. In der Serie agierte er neben seiner Tätigkeit als Hauptkampfrichter auch als Moderator (Showhost) und ausführender Produzent. Des Weiteren schuf er die Show zusammen mit Eric Bischoff und Jason Hervey.

- Eric Bischoff: Der Unternehmer, Booker, Produzent und Miteigentümer von Total Nonstop Action Wrestling (TNA) agierte in der Serie als einer der Kampfrichter. Des Weiteren schuf er die Show zusammen mit seinem Geschäftspartner Jason Hervey und Hogan.

- Jimmy Hart: Der bereits in den 1960er Jahren als Komponist und Musiker erfolgreich gewesene und erst in den 1980er Jahren in den Wrestlingbereich eingestiegene Hart, der dabei als Wrestling-Manager und in einer gewissen Führungskraft agiert, kommt in der Serie ebenfalls als einer der Kampfrichter zum Einsatz.

### Andere Offizielle (Trainer, Sprecher)
- Todd Keneley: agierte als Ringsprecher

- Anthony Rosas: agierte als Ringrichter und ist selbst aktiver Ringrichter bei Ultimate Pro Wrestling (UPW) und Pro Wrestling Guerrilla (PWG)

- Bubba the Love Sponge: agierte als Spezial-Kommentator

- Brutus Beefcake: einer der besten Freunde Hogans, agierte als Trainer (Team Beefcake)

- Brian Knobbs: einer der besten Freunde Hogans, agierte als Trainer (Team Nasty)

- Tom Howard: agierte als Trainer

- Pete Stacker: agierte als Ansager und ist eigentlich als Synchronsprecher für Videospiele (u. a. sämtliche Halo-Teile) tätig

- Daneben agierten auch einige unbekannte Amateur- bzw. Semiprofiwrestler als Assistenztrainer.

### Gaststars
- David Arquette: Der Schauspieler, Regisseur, Drehbuchautor, Produzent, Modedesigner und Ex-Ehemann von Courteney Cox hat selbst Erfahrung im professionellen Wrestling. Dabei wurde er im Jahre 2000 nach dem Dreh von Ready to Rumble in die WCW eingeführt und agierte dabei kurzzeitig als Wrestler, wobei man ihm sogar Titel zukommen ließ. Seitdem kommt er noch sporadisch in verschiedenen Wrestlingshows, weniger aber als Wrestler, zum Einsatz. Arquette trat in einer Episode als Gaststar in Erscheinung.

- Bill Goldberg: Der ehemalige Footballspieler und Wrestler und heute als Schauspieler etablierte Bill Goldberg kam in der sechsten Folge zu einem Gastauftritt.

- Rob Van Dam: Der aktive Wrestler und Schauspieler kam in der fünften Folge der laufenden Show als Gaststar zum Einsatz.

### Teilnehmer
| Name                 | Bild | Beschreibung/Berufsbezeichnung | verließ die Show als | ausgeschieden in Woche |
| -------------------- | ---- | --- | -------------------- | ---------------------- |
| Danny Bonaduce       |      | Ehemaliger Kinderdarsteller (Die Partridge Familie), der sporadisch auch noch in Erwachsenenrollen zum Einsatz kommt. In der heutigen Zeit ist die Radio- und TV-Persönlichkeit vor allem durch Engagements in verschiedenen Reality-TV-Serien bekannt. Bereits zuvor sammelte er ein wenig Wrestlingerfahrung. | 6.                   | 7                      |
| Todd Bridges         |      | Ehemaliger Kinderstar, der auch heute noch tief im Schauspielbereich verwurzelt ist, allerdings zumeist nur in wenig bekannten B-Movies zum Einsatz kommt. Wie auch Danny Bonaduce, der oftmals als Comedian auftritt, ist auch Bridges sporadisch in diesem Bereich tätig. | 9.                   | 8                      |
| Eric Esch            |      | Professioneller Super-Heavyweight-Boxer, Kickboxer und Kampfkünstler (Mixed Martial Arts/MMA). | 8.                   | 8                      |
| Trishelle Cannatella |      | Erprobte Reality-TV-Teilnehmerin, Playboy-Model und Schauspielerin. Daneben ist sie auch des Öfteren als Spielerin bei professionellen Pokerveranstaltungen anzutreffen. | 5.                   | 6                      |
| Dustin Diamond       |      | Ehemaliger Kinderdarsteller, der heute noch sporadisch in Erwachsenenrollen zum Einsatz kommt. Daneben ist Diamond als Regisseur, Musiker und Stand-Up-Comedian erfolgreich. | 7.                   | 8                      |
| Erin Murphy          |      | Ehemalige Kinderdarstellerin, die vor allem aus Verliebt in eine Hexe bekannt ist. | 3.                   | 3                      |
| Dennis Rodman        |      | Ehemaliger Basketballspieler in der NBA, wo er vor allem für seine Rebounds bekannt war. Zudem erhielt er durch seinen in den Jahren häufig wechselnden und außergewöhnlichen Haarstyle sowie als Ehegatte von Carmen Electra zunehmend übermäßige Bekanntheit. Wie auch Bonaduce und Buttbean hat Rodman, der unter anderem durch sein Verhalten abseits des Platzes auffiel, ebenfalls Erfahrungen im professionellen Wrestlingbereich, wobei er in der New World Order (nWo), einem bekannten Wrestling-Stable, an der Seite von Hulk Hogan eingesetzt wurde. Daneben ist Rodman auch als Schauspieler aktiv. | Gewinner             | N/A                    |
| Frank Stallone       |      | Aktiver Schauspieler und Sänger, der unter anderem in vier der sechs Rocky-Filme an der Seite seines älteren Bruders Sylvester Stallone zum Einsatz kam. | 2.                   | 2                      |
| Tiffany              |      | Sängerin, die bereits ab den 1980er Jahren erste Erfolge feierte und dabei vor allem im Teen-Pop-Genre brillierte. In den letzten Jahren posierte Tiffany einige Male für den Playboy und nahm zudem an verschiedenen Reality-TV-Serien teil. Zudem ist sie sporadisch auch als Schauspielerin erfolgreich und veröffentlichte im Jahre 2011 ihren ersten nennenswerten Film als Produzentin. | 1.                   | 1                      |
| Nikki Ziering        |      | Ehemaliges Playboy-Model sowie aktive Schauspielerin und Model. Sie ist die Ex-Frau des Schauspielers Ian Ziering. | 4.                   | 4                      |

1. ↑  Bonaduce schied eigentlich bereits in der fünften Woche verletzungsbedingt aus, wurde aber in der sechsten Ausstrahlung wieder in die Serie zurückgebracht. Danach schied er allerdings in der siebenten Woche endgültig von der laufenden Produktion aus.

## Episodenliste

### Woche 1 / Folge 1 / Down to Basics
Das Match der Faces (Erin Murphy und Dennis Rodman) gegen die Heels (Frank Stallone und Dustin Diamond mit Nikki Ziering als Manager), die beide im Team Nasty trainiert wurden, konnten die Faces vor allem durch Rodmans Einsatz für sich entscheiden. Im zweiten Team, dem Team Beefcake, schafften es auch die Faces (Trishelle Cannatella und Butterbean) sich gegen die Heels (Tiffany und Danny Bonaduce mit Todd Bridges als Manager) durchzusetzen. Das Entscheidungsmatch zwischen den Gewinnern der beiden zuvor ausgetragenen „Kämpfe“ konnten schließlich das Team Nasty gewinnen. In dieser Woche lernten die teilnehmenden Kandidaten den Forearm Smash (eine Art Elbow Smash) und den Clothesline sowie den Tritt in die Bauchgegend.

### Woche 2 / Folge 2 / Talkin’ Trash
In der zweiten Woche trafen im Team Nasty die Faces (Todd Bridges und Butterbean) auf die Heels (Trishelle Cannatella und Danny Bonaduce), wobei die an sich als schwächer eingestuften Heels das Match für sich entscheiden konnten. Im Team Beefcake trafen die Faces (Erin Murphy und Dustin Diamond) mit den Heels (Nikki Ziering und Frank Stallone mit Dennis Rodman als Manager) aufeinander. Die Begegnung wurde ebenfalls zugunsten der Heels entschieden. Im anschließenden Entscheidungsmatch konnte sich das Team Beefcake durchsetzen. In Woche 2 lernten die Teilnehmer das Zubodenbringen eines Kontrahenten mit einem Headlock, den School Boy Pin und das Shoulder Tackle (eigentlich einen normalen Shoulder Block). Beim Training verletzte sich Rodman bei einem Flying Clothesline auf seinen Trainer am Arm, weshalb er bei der späteren Show als Manager agieren musste. Zuvor wäre Rodman eigentlich als aktiver Wrestler und Stallone als Manager eingeteilt gewesen.

### Woche 3 / Folge 3 / Pick Your Gimmick
| Butterbean           | One Mean Bean               |
| Danny Bonaduce       | „Dangerous“ Danny Bonaduce  |
| Todd Bridges         | Mr. Not So Perfect          |
| Trishelle Cannatella | Red Hot Redneck             |
| Dustin Diamond       | The Winner                  |
| Erin Murphy          | Mistress of Mayhem (M.O.M.) |
| Dennis Rodman        | Rodzilla                    |
| Nikki Ziering        | Candy Girl                  |

Die dritte Ausstrahlung der Serie war von der ersten nennenswerten Besonderheit geprägt. Dabei durften die Teilnehmer ihren eigenen Gimmick kreieren, unter dem sie im weiteren Verlauf der Serie zum Einsatz kamen. In der Tabelle rechts sind die Gimmicks der acht verbleibenden Teilnehmer in alphabetischer Reihenfolge aufgelistet. Bei den beiden Vorentscheidungsshows gewannen im Team Nasty, wo die Faces (The Mistress of Mayhem und Rodzilla) auf die Heels (Candy Girl und The Winner) trafen, sowie im Team Beefcake, wo die Faces (Red Hot Redneck und „Dangerous“ Danny Bonaduce) auf die Heels (Mr. Not So Perfect und Mean Bean) trafen, beide Male die Faces. Im Entscheidungsmatch konnte sich danach zum wiederholten Male das Team Beefcake durchsetzten. Der einfache Tie-Up, der einen der Grundgriffe darstellt, sowie die Armtechnik und die Arbeit an den Seil waren die Hauptausbildungsbereiche in dieser Woche.

### Woche 4 / Folge 4 / Work the Crowd
In der vierten Woche trafen im Team Beefcake die Faces („Dangerous“ Danny Bonaduce und Mr. Not So Perfect) auf die Heels (Mean Bean und Red Hot Redneck), wobei sich die Heels über die Faces durchsetzen konnten. In der weiteren Begegnungen im Team Nasty traf der alleine als Face agierende Rodzilla auf die Heels-Gruppierung Candy Girl und The Winner. Dabei konnte sich der allein angetretene Dennis Rodman alias Rodzilla gegen seine beiden Kontrahenten durchsetzen. Die neuerlernten Moves diese Woche waren der Hip Toss, Aktionen am bzw. vom Turnbuckle, sowie der eigentliche Elbow Smash, der in einer etwas abgeänderten Form schon in Woche 2 trainiert wurde.

### Woche 5 / Folge 5 / Train with the Pros
| Dennis Rodman (Rodzilla)               | Diving clothesline |
| Butterbean (Mean Bean)                 | Powerslam          |
| Trishelle Cannatella (Red Hot Redneck) | Inverted STF       |
| Todd Bridges (Mr. Not So Perfect)      | Diving sunset flip |
| Dustin Diamond (The Winner)            | DDT                |

Mit dem ständigen Ausscheiden der Teilnehmer kam es ab der fünften Woche zu einer Reihe spezieller Matches. So trafen in dieser Woche die fünf verbleibenden Kandidaten – „Dangerous“ Danny Bonaduce schied im Training verletzungsbedingt aus, kehrte aber in der darauffolgenden Folge wieder in die laufende Serie zurück – in einem 5-Person-Battle-Royal aufeinander. Dabei konnte sich die einzige noch verbleibende weibliche Teilnehmerin gegen alle vier männlichen Kontrahenten Mean Bean, Rodzilla, The Winner und Mr. Not So Perfect durchsetzen und so das Match für sich entscheiden. Eine weitere Besonderheit dieser Woche war, dass sich alle Teilnehmer einen eigenen Finishing Move zulegen mussten. In der Tabelle rechts findet man die Finisher der fünf verbleibenden Teilnehmer jeweils alphabetisch aufgelistet. In der fünften Woche erlernten die Kandidaten „Over the Top“, das Nachdraußenbefördern eines Gegners über das oberste Ringseil, sowie die „Duck and Boost“-Technik. Davor fusionierten die beiden zuvor getrennten Teams zu einem einzigen Team, dem Team Hogan.

### Woche 6 / Folge 6 / In-Ring Psychology
In der sechsten Woche traten die verbleibenden Teilnehmer in zwei speziellen Matches gegeneinander an. Dabei trafen in einem Hardcore-Tornado-Tag-Team-Match die beiden Tag-Teams Red Hot Redneck zusammen mit Rodzilla und Mean Bean zusammen mit Mr. Not So Perfect aufeinander. Am Ende zeigten Red Hot Redneck und Rodzilla Durchsetzungskraft und konnten die Begegnung zu ihren Gunsten entscheiden. Im zweiten Match, einem Falls-Count-Anywhere-Grudge-Match, konnte sich The Winner über „Dangerous“ Danny Bonaduce durchsetzen. Im Training erlernten die Kandidaten zuvor für ihre jeweiligen Matches hilfreiche Techniken, unter anderem das Attackieren des Gegners mit Gegenständen wie Mülltonnen, Stühlen etc. Nachdem „Dangerous“ Danny Bonaduce zuvor im Training zur Runde 5 verletzungsbedingt ausgefallen war, durfte er in der sechsten Woche mit der Erlaubnis von Hulk Hogan wieder in der Show mitmachen, da er nur aufgrund seiner Verletzung ausfiel und nicht von Angesicht zu Angesicht bei einem der Matches.

### Woche 7 / Folge 7 / Recap All Skills
Auch in der siebenten und damit vorletzten Woche wurden zwei neue Matcharten ausgetragen. So trafen in einem Triple-Threat-Match The Winner, Mr. Not So Perfect und „Dangerous“ Danny Bonaduce aufeinander. Im Laufe des Matches konnte sich The Winner als Sieger etablieren und war somit quasi automatisch für die letzte Woche qualifiziert. In der zweiten Begegnung, einem No-Disqualification-Match, musste Mean Bean gegen Rodzilla antreten, wobei Mean Bean auch als Sieger des Matches hervorging. In dieser Woche erlernten die Teilnehmer auch die professionellen Wrestling-Moves. Die drei Moves der Woche waren dabei der Arm-Drag (das Zerren und Ziehen am Arm des Gegners), der einfache Chop und der Bodyslam.

### Woche 8 / Folge 8 / The Finale
In der Abschlusswoche, der achten in der laufenden Serie, wurden unter den letzten vier Kandidaten zwei Matches ausgetragen. Dabei traten die vier restlichen Teilnehmer zuerst in einem Tag-Team-Match gegeneinander an, wobei die beiden Sieger (in diesem Falle Rodzilla und Mr. Not So Perfect über The Winner und Mean Bean) in einem abschließenden Match um die CCW Championship gegeneinander antraten. Dort konnte sich schließlich der unter dem Gimmick Rodzilla antretende Dennis Rodman die Begegnung gegen den als Mr. Not So Perfect antretenden Todd Bridges für sich entscheiden und wurde so zum ersten CCW Champion gekürt.

## Ausstrahlung

Alternativ-Logo der Serie mit CMT-Zusatz

Die Serie wurde überregional und auch über die Grenzen Nordamerikas (z. B. USA und Mexiko) hinweg ausgestrahlt. Die erste Episode wurde in Vereinigten Staaten am 18. Oktober 2008 ausgestrahlt. Etwa acht Monate später wurde die Serie unter anderem auch im australischen Fernsehen ausgestrahlt. Die Erstausstrahlung fand dabei auf dem Bezahlfernsehsender Fox8, der unter anderem auch über die Telekommunikations- und Fernsehfirmen Foxtel, Austar und Optus Television geht, statt. Die finale Episode wurde in den Vereinigten Staaten am 6. Dezember 2008 ausgestrahlt. Gedreht wurde die Serie in DVCProHD, wobei der preisgekrönte Brian C. Tweedt als Kameramann agierte. Zudem wurde die Serie auch mit spanischen und deutschen Untertiteln ausgestrahlt. Die Erstausstrahlung mit deutschen Untertiteln fand im Sommer 2009 auf MTV Germany statt. Anfang Februar 2009 wurde die Serie erstmals im Vereinigten Königreich auf dem damals noch existierenden Sender Bravo 2 ausgestrahlt.